# Colletieae
Colletieae sind eine Tribus in der Familie der Kreuzdorngewächse (Rhamnaceae), der sechs Gattungen zugeordnet sind. Die meisten Vertreter der Tribus wachsen in Südamerika, einige Arten in Nordamerika, Australien und Neuseeland. 

## Beschreibung
Die Vertreter der Tribus sind meist deutlich bewehrte, aufrechte Sträucher oder kleine Bäume. Die Zweige sind grün und stehen kreuzgegenständig. Die Wurzeln bilden Wurzelknöllchen, in denen die Pflanze eine Symbiose mit stickstofffixierenden Bakterien eingeht (Aktinorrhiza). Die Laubblätter stehen kreuzgegenständig und fallen oft früh ab. Über jedem Blatt befinden sich jeweils zwei aufeinander folgende Knospen. Nebenblätter können fehlen, früh abfallen oder erhalten bleiben. Die Blüten wachsen achselständig, einzeln oder in Trugdolden. Kronblätter können fehlen oder gebildet werden. Der Fruchtknoten ist unterständig, halb-unterständig oder oberständig und meist zwei-, seltener dreifächrig. Der Griffel ist zweifach oder dreifach gelappt oder dreispaltig. Ein nektarbildender Diskus kann fehlen oder ist ringförmig, fünflappig und mit der Kelchröhre verwachsen. Die Früchte sind fleischig oder als Kapselfrüchte ausgebildet. Die Samenschale ist ledrig, ein Endosperm vorhanden.
Die Chromosomenzahl beträgt bei Colletia und Discaria 2n = 22.

## Verbreitung
Die Vertreter der Tribus wachsen meist in Südamerika, es gibt jedoch auch Arten in Nordamerika, Neuseeland und Australien.

## Systematik und Forschungsgeschichte
Colletieae ist eine der elf Tribus der Familie der Kreuzdorngewächse (Rhamnaceae) mit Colletia als Typus-Gattung. Der Tribus werden sechs Gattungen zugeordnet:
- Adolphia Meisn.
- Colletia Comm. ex Juss.
- Discaria Hook.
- Kentrothamnus Suess. & Overkott
- Retanilla (DC.) Brongn.
- Trevoa Miers ex Hook.[1]

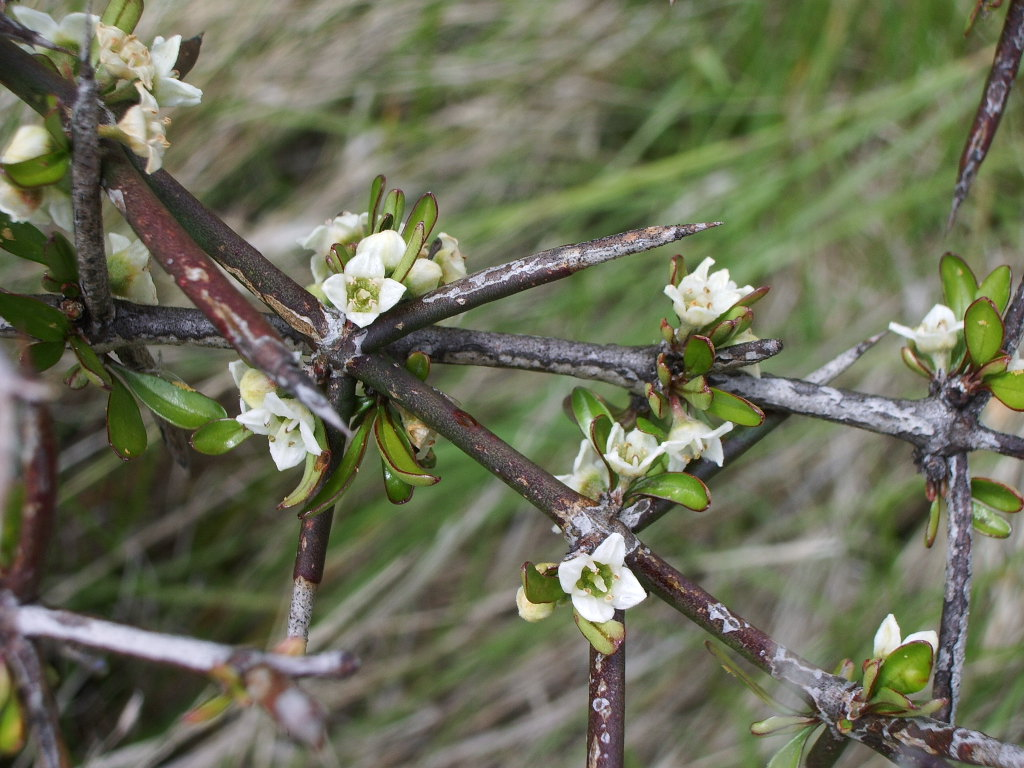
Blüten und Zweige von Discaria toumatou
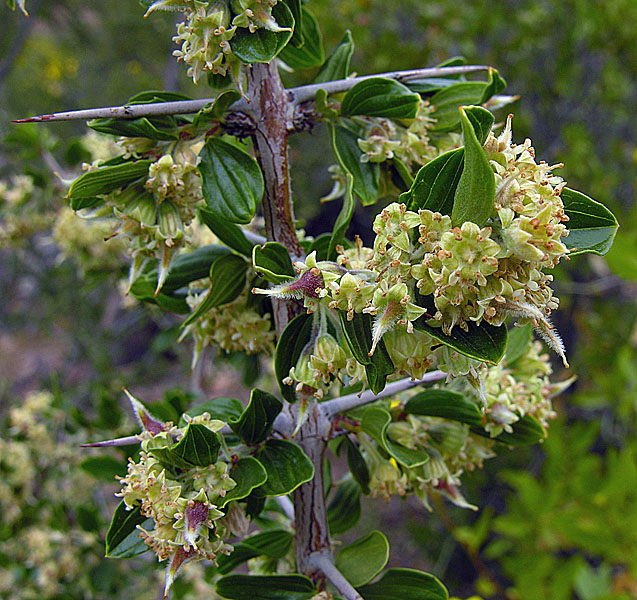
Blüten und Zweige von Trevoa quinquenervia